# 박기웅
박기웅(朴基雄, 1985년 2월 13일 ~ )은 대한민국의 배우이자 화가이다.

## 학력
- 안동서부초등학교 졸업
- 안동중학교 졸업
- 안동경안고등학교 졸업
- 대진대학교 시각디자인과

## 드라마
- 2005년 ~ 2006년 MBC 7부작 미니시리즈 《추리다큐 별순검》 ... 최종길 역
- 2007년 KBS1 TV문학관 《카스테라》 ... 김승일 역
- 2008년 KBS2 드라마시티 《러브헌트, 서른 빼기 셋》 ... 조휘민 역
- 2008년 MBC 월화 미니시리즈 《밤이면 밤마다》 ... 허균 역
- 2008년 MBC 드라마넷 토요 미니시리즈 《서울무림전》 ... 김동해 역
- 2008년 KBS2 월화 미니시리즈 《연애결혼》 ... 안경환 역
- 2009년 KBS2 월화 미니시리즈 《남자 이야기》 ... 안경태 역
- 2009년 KBS2 월화 미니시리즈 《천하무적 이평강》 ... 조선인 역
- 2010년 KBS2 수목 대기획 《추노》 ... 그분 역
- 2010년 KBS2 드라마스페셜 《무서운 놈과 귀신과 나》 ... 김용수 역
- 2010년 MBC 저녁 일일연속극 《황금물고기》 ... 한강민 역
- 2011년 SBS 금요 미니시리즈 《더 뮤지컬》 ... 유진 역
- 2011년 MBC 수목 미니시리즈 《나도, 꽃!》 ... 봉선의 前 남자친구 역
- 2011년 Trend E 8부작 옴니버스 드라마 《피아니시모》
- 2012년 SBS 플러스 월화수목 미니시리즈 《풀하우스 2》 ... 원강휘 역
- 2012년 KBS2 수목 미니시리즈 《각시탈》 ... 기무라 슌지 역
- 2013년 KBS2 월화 미니시리즈 《굿 닥터》 ... 박웅기 역
- 2013년 MBC 드라마 페스티벌 《상놈탈출기》 ... 이호연 역
- 2016년 MBC 월화 특별기획 드라마 《몬스터》 ... 도건우 역
- 2018년 SBS 드라마스페셜 《리턴》 ... 강인호 역
- 2019년 MBC 수목 미니시리즈 《신입사관 구해령》 ... 이진 역
- 2020년 MBC 수목 미니시리즈 《꼰대인턴》 ... 남궁준수 역
- 2021년 KBS2 월화 미니시리즈 《연모》 ... 태감 역 (특별출연)
- 2023년 tvN 주말 미니시리즈  《판도라: 조작된 낙원》 ... 장도진 역
- 2023년 넷플릭스 드라마  《너의 시간 속으로》 ... 명일 역 (특별출연)
- 2024년 SBS 월화드라마 《내 남자는 큐피드》... 서재희 역
- 2024년 ENA 월화드라마 《야한(夜限) 사진관》 … 서기원 역

## 영화
- 2018년 《치즈인더트랩》 - 백인호 역
- 2015년 《메이드 인 차이나》 - 첸 역
- 2014년 《신촌좀비만화》 - 여울 역
- 2013년 《은밀하게 위대하게》 - 리해랑 역
- 2012년 《네버엔딩 스토리》 - 강동민 역
- 2011년 《최종병기 활》 - 청나라 왕자, 도르곤 역
- 2007년 《두 사람이다》 - 홍석민 역
- 2007년 《동갑내기 과외하기 레슨 2》 - 허종만 역
- 2006년 《후회하지 않아》 - 게이 직원 역
- 2006년 《싸움의 기술》 - 재훈 역
- 2005년 《괴담 일 병원괴담》 - 이동호 역

### 텔레비전 프로그램
- 2024. 04. 25  《구해줘 홈즈》 (MBC)
- 2024. 03. 23  《대국민 작가 오디션 화 100》 (MBN)
- 2023. 04. 19  《황금어장 라디오스타》(MBC)
- 2022. 10. 14 《식객 허영만의 백반기행》 (TV CHOSUN)
- 2022. 03. 24 《심야괴담회》 (MBC)
- 2020. 09. 03 《사랑의 콜센타》 (TV CHOSUN) : 트롯맨의 친구를 소개합니다 - 영탁 친구
- 2018. 05. 02 《한끼줍쇼》 (JTBC)
- 2013. 09. 06 ~ 2014. 06. 17 《심장이 뛴다》 (SBS) 고정출연
- 2013. 09. 01 《해피선데이 - 1박 2일》(KBS2) 주원과 전화통화 목소리 출연
- 2012. 11. 13 《승승장구 136회》(KBS) - 주원 편에서 몰래 온 손님
- 2012. 10. 02 《강심장 148회》(SBS)
- 2012. 09. 21 《GO Show 23회》(SBS)
- 2012. 01. 12 《해피투게더 231회》(KBS)
- 2008. 06. 27 《You Can Fly》(Mnet)
- 2008. 12. 20 《스타의 친구를 소개합니다 28회》(MBC)
- 2007. 08. 20 《미녀들의 수다 40회》(KBS)
- 2007. 08. 13 《야심만만 224회》(SBS)
- 2006년 《돌아온 시크레또 센세》(Mnet)
- 2006년 《M! Countdown》(Mnet)
- 2006년 《Wide 연예뉴스》(Mnet)

### 광고
- 스카이 와이드 PMP 폰[1]
- 광동제약 비타 500
- 에버랜드 캐리비안 베이
- 오비맥주 카스
- 글로벌 에티켓 캠페인
- 롯데칠성음료 델몬트
- 애니콜

### 뮤직비디오
- K2 - 사랑을 드려요 (2004년)
- 버즈 - 남자를 몰라 (2006년)
- 데프콘 - City Life (2006년)
- JOO - 남자때문에 (2008년)
- 윤하 - 우리가 헤어진 진짜 이유 (2013년)

## 수상 및 후보
| 연도 | 시상식            | 부문                                | 작품            | 결과 |
| ---- | ----------------- | ----------------------------------- | --------------- | ---- |
| 2009 | KBS 연기대상      | 남자 신인상                         | 남자 이야기     | 후보 |
| 2012 | KBS 연기대상      | 남자 조연상                         | 각시탈          | 수상 |
| 2012 | KBS 연기대상      | 베스트 커플상(With 주원)            | 각시탈          | 후보 |
| 2013 | 대한민국 한류대상 | 대중문화대상 배우부문               | 각시탈          | 수상 |
| 2016 | MBC 연기대상      | 특별기획부문 남자 우수연기상        | 몬스터          | 후보 |
| 2018 | SBS 연기대상      | 캐릭터 연기상                       | 리턴            | 수상 |
| 2018 | SBS 연기대상      | 수목드라마부문 남자 우수연기상      | 리턴            | 후보 |
| 2019 | MBC 연기대상      | 수목드라마부문 남자 우수상          | 신입사관 구해령 | 후보 |
| 2020 | MBC 연기대상      | 수목 미니시리즈부문 남자 우수연기상 | 꼰대인턴        | 후보 |

## 홍보대사 활동
- 2008년 안동 명예홍보대사